# Kurt Schelter
Kurt Schelter (* 26. September 1946 in Schwarzenhammer) ist ein deutscher Jurist und ehemaliger Politiker (CDU). Er war von 1999 bis 2002 Minister der Justiz und für Europaangelegenheiten des Landes Brandenburg.

## Leben
Schelter absolvierte 1966 sein Abitur am neusprachlich-naturwissenschaftlichen Gymnasium in Selb in Bayern und studierte anschließend bis 1970 an der Friedrich-Alexander-Universität Erlangen-Nürnberg Rechts- und Staatswissenschaften. Danach legte er sein Erstes Juristisches Staatsexamen ab und war bis 1974 als wissenschaftlicher Assistent am Institut für Staatsrecht, Verwaltungsrecht und Kirchenrecht an seinem Studienort beschäftigt, außerdem war er während dieser Zeit Rechtsreferendar. Im Jahr 1974 legte er sein Zweites Juristisches Staatsexamen ab und im Jahr 1975 folgte die Promotion.

## Politik
Schelter war von 1974 bis 1987 als Referent für Personalangelegenheiten und Haushalt im Bayerischen Staatsministerium für Arbeit und Sozialordnung angestellt. Außerdem war er dort auch Kabinett- und Landtagsreferent und stellvertretender Leiter der Abteilung „Führungshilfen und Grundsatzfragen“. Er war auch noch Leiter des Ministerbüros im Bayerischen Staatsministerium für Arbeit und Sozialordnung. Anschließend war er bis 1989 Protokollchef der Bayerischen Staatsregierung als Abteilungsleiter in der Bayerischen Staatskanzlei und danach bis 1993 Amtschef des Bayerischen Staatsministeriums für Bundes- und Europaangelegenheiten. Von 1993 bis 1998 war er Staatssekretär im Bundesministerium des Innern und währenddessen ab 1994 Honorarprofessor an der Universität München. Von 1998 bis 1999 arbeitete er als Rechtsanwalt, bis er am 13. Oktober 1999 zum Minister der Justiz und für Europaangelegenheiten des Landes Brandenburg ernannt wurde. Nachdem 2002 enthüllt wurde, dass Schelter bereits in den 1990er Jahren durch Immobilienkäufe in finanzielle Schwierigkeiten geriet, trat er am 24. Juli 2002 von seinem Amt zurück. Seine Nachfolgerin wurde Barbara Richstein. Schelter arbeitete danach wieder als Rechtsanwalt.
Beim Prozess im März 2012 bot ihm das Landgericht Potsdam an, gegen ein Geständnis das mögliche Strafmaß auf neun bis 18 Monate zu verringern und die Haft zur Bewährung auszusetzen. Am 14. Mai 2012 wurde er wegen Betrugs, Steuerhinterziehung und falscher eidesstattlicher Erklärung zu einer Freiheitsstrafe von 18 Monaten auf Bewährung verurteilt.